# Prins Morikuni
Prins Morikuni (japanska: 守邦親王?, Morikuni-shin'nō) född 1301, död 1333 var den nionde shogunen av Japan under Kamakura-shogunatet. Han efterträdde sin far, prins Hisaaki, som shogun 1308. Han kom att bli Kamakura-shogunatets siste shogun, förre Kemmurestaurationen. Efter shogunatets kollaps 1333 blev han buddhistisk präst, och han avled en kort tid senare.